# Darren Aronofsky
Darren Aronofsky (Nova Iorque, 12 de fevereiro de 1969) é um cineasta, roteirista, produtor cinematográfico e ambientalista americano. Aronofsky tem recebido aclamação da crítica e gerado controvérsia por seus filmes surrealistas e perturbadores, apresentados frequentemente na forma de realismo psicológico. Seus prêmios incluem um Leão de Ouro e um Primetime Emmy, bem como indicações ao Oscar, Globo de Ouro e ao BAFTA.
Frequentou a Universidade Harvard, onde estudou cinema e antropologia social, e o American Film Institute, onde estudou direção. Ele ganhou vários prêmios cinematográficos depois de completar seu filme de tese sênior, Supermarket Sweep, que passou a se tornar finalista dos Prêmios da Academia de Estudantes. Sua estreia como diretor aconteceu no suspense psicológico surrealista Pi (1997). O filme de baixo orçamento, cerca de sessenta mil dólares, estrelado por Sean Gullette, foi vendido para a Artisan Entertainment por um milhão e arrecadou mais de três milhões de dólares; Aronofsky ganhou o Prêmio de Direção no Festival de Cinema de Sundance de 1998 e um Independent Spirit Awards para o Melhor Primeiro Roteiro.
Seu próximo trabalho foi o drama psicológico Requiem for a Dream, baseado no romance de mesmo nome, de Hubert Selby, Jr. O filme obteve críticas positivas e recebeu uma indicação ao Oscar para o desempenho de Ellen Burstyn. A obra também gerou controvérsia devido a uma cena de sexo explicito, e acabou sendo lançada sem classificação. Depois de escrever o filme de terror Below, Aronofsky começou a produção de seu terceiro filme, o drama de fantasia e ficção científica The Fountain. O filme recebeu críticas mistas e teve um desempenho fraco na bilheteria, mas desde então obteve um culto de seguidores. Seu próximo filme, o drama The Wrestler, recebeu aclamação da crítica e as duas estrelas principais, Mickey Rourke e Marisa Tomei, receberam indicações ao Oscar. Em 2010, Aronofsky foi produtor executivo do The Fighter.
Em 2011, lançou Black Swan, que recebeu mais aclamação da crítica e muitos prêmios, sendo nomeado a cinco Oscar nas categorias de Melhor Filme, Melhor Diretor (Aronofsky), Melhor Fotografia, Melhor Montagem e Melhor Atriz (Natalie Portman), vencendo esta última. O diretor recebeu indicações ao Globo de Ouro e ao Prêmio do Sindicato dos Diretores dos Estados Unidos para Melhor Diretor. O sexto filme de Aronofsky, Noah, foi lançado nos cinemas norte-americanos em 28 de março de 2014 e arrecadou mais de 43,7 milhões de dólares durante seu fim de semana da bilheteria, tornando-se o fim de semana mais rentável ao diretor e seu primeiro filme a estrear no n.º 1. Posteriormente, lançou Mother! (2017) e The Whale (2022), os quais geraram controvérsias e receberam avaliações positivas; o último garantiu o Oscar de Melhor Ator para Brendan Fraser. Seu filme mais recente, intitulado Postcard from Earth (2023), foi filmado especificamente para exibição na arena Sphere, no Vale de Las Vegas, em uma tela de resolução 16K.

## Início de vida, família e educação
Aronofsky nasceu em Brooklyn, Nova Iorque, em 12 de fevereiro de 1969. É filho de Charlotte e Abraham Aronofsky, ambos professores de escola pública. Ele cresceu no bairro de Manhattan Beach, onde foi "criado culturalmente como judeu, mas frequentava pouco os templos espirituais. Era algo cultural: comemorando as férias, sabendo de onde você veio, conhecendo sua história, tendo respeito para com o que seu povo já passou". Formou-se na Escola Secundária Edward R. Murrow, e Patti, sua irmã, frequentou uma escola de balé profissional no ensino médio. Seus pais costumavam levá-lo às apresentações de teatro da Broadway, o que despertou seu grande interesse pela indústria do entretenimento.
Na adolescência, atuou como biólogo de campo pela The School for Field Studies no Quênia em 1985 e na Alasca em 1986; e frequentou uma escola no Quênia para aprender sobre os ungulados, afirmando: "A escola de campo mudou a minha maneira de ver o mundo". O interesse de Aronofsky em viajar para o exterior levou-o a atravessar a Europa e o Oriente Médio. Em 1987, entrou na Universidade Harvard, onde especializou-se em antropologia social e estudou cinematografia; formando-se em 1991.
Aronofsky interessou-se grandemente por cinema enquanto ainda frequentava Harvard, e tornou-se amigo de Dan Schrecker, um aspirante supervisor de efeitos visuais, e Sean Gullette, que protagonizaria seu primeiro filme, Pi (1997). Suas influências cinematográficas incluem Akira Kurosawa, Roman Polanski, Terry Gilliam, Shinya Tsukamoto, Hubert Selby, Jr., Spike Lee e Jim Jarmusch. Seu filme tese sênior, Supermarket Sweep, foi finalista nos Prêmios da Academia de Estudantes de 1991. No ano seguinte, Aronofsky recebeu seu diploma de Mestre em Belas Artes na direção do Conservatório do AFI, no qual foi colega de classe de Todd Field, Doug Ellin, Scott Silver e Mark Waters. Ele ganhou a Medalha de Melhor Ex-Aluno do instituto Franklin J. Schaffner.

## Carreira

### Primeiros trabalhos
Pi (também conhecido como π), seu filme de estreia, foi filmado em novembro de 1997 e financiado, em parte, por doações de cem dólares de amigos e familiares. Em troca, Aronofsky prometeu pagar para cada um deles 150 dólares se o filme fosse bem na bilheteria; e se não fosse, pelo menos teriam seus nomes nos créditos. Produzindo com um orçamento de 60 mil dólares, Aronofsky estreou-o no Festival Sundance de Cinema de 1998, no qual ganhou o prêmio de Melhor Diretor. O filme foi nomeado ao Prêmio Especial do Júri. A Artisan Entertainment comprou direitos de distribuição por 1 milhão. A obra foi divulgada ao público no final do mesmo ano, recebendo aclamação da crítica e arrecadou um total de 3.221.152 de dólares na bilheteria. Pi foi o primeiro filme a ser disponibilizado para download na Internet.
Seu próximo filme foi Requiem for a Dream, baseado no romance de mesmo nome, de Hubert Selby Jr.. Aronofsky recebeu 50 mil dólares e trabalhou por três anos com quase a mesma equipe de produção de seu filme anterior. Após o sucesso de Pi, o diretor conseguiu contratar estrelas reconhecidas, como Ellen Burstyn e Jared Leto, e o filme recebeu um orçamento de 3.500.000 de dólares. A produção ocorreu no período de um ano, com o lançamento em outubro de 2000 e arrecadação de 7.390.108 no mundo todo. Aronofsky recebeu aclamação por sua elegante direção e recebeu sua segunda nomeação ao Independent Spirit Awards, desta vez para Melhor Diretor, e o filme em si foi nomeado a cinco categorias, ganhando dois, para Melhor Atriz e Melhor Fotografia. A trilha sonora de Clint Mansell também foi bem elogiada e, desde sua primeira colaboração com Aronofsy em Pi, Mansell compôs a música de seus filmes posteriores. Burstyn foi nomeada a inúmeros prêmios importantes, incluindo ao Oscar, Globo de Ouro, Screen Actors Guild e Satellite Awards na categoria de "Melhor Atriz". Aronofsky recebeu o prêmio PRISM da Fundação Robert Wood Johnson com o Instituto Nacional de Abuso de Drogas pela representação do abuso de drogas.
Em maio de 2000, Aronofsky foi brevemente chamado para fazer uma adaptação do livro infantil Sector 7 (1999), de David Wiesner, para a Nickelodeon Movies, mas o projeto não vingou. Em meados de 2000, a Warner Bros. contratou-o para escrever e dirigir Batman: Year One, que seria o quinto filme da franquia Batman. O diretor, que colaborara com Frank Miller em um roteiro para Ronin, trouxe-lhe para co-escrever Year One, com a intenção de reiniciar a franquia. "É um pouco baseado na história em quadrinhos", disse Aronofsky. "Esqueça tudo o que tu podes imaginar sobre Batman! Tudo! Estamos começando completamente de novo". Matthew Libatique, o colaborador frequente de Aronofsky, foi definido como o diretor de fotografia e o diretor aproximou-se de Christian Bale para ficar com o papel principal. Bale foi posteriormente contratado para o papel em Batman Begins. Depois que esse projeto não se desenvolveu, Aronofsky recusou a oportunidade de dirigir outro filme da franquia Batman.
Em março de 2001, ele ajudou a escrever o roteiro e a produzir o filme de terror Below. Em abril do mesmo ano, Aronofsky entrou em negociações com a Warner Bros. e Village Roadshow para dirigir um filme de ficção científica de título desconhecido, com Brad Pitt no papel principal. Em junho, a atriz Cate Blanchett entrou em negociações para se juntar ao filme, para o qual Aronofsky, querendo que o título permanecesse em segredo, deu o título de produção The Last Man. A produção foi adiada por causa da gravidez de Blanchett, que deu à luz em dezembro de 2001. A produção foi definida para o final de outubro de 2002, em Queensland e Sydney, e com o título The Fountain. O filme tinha um orçamento de 70 milhões de dólares, sendo co-financiado pela Warner Bros. e New Regency, que havia substituído Village Roadshow após sua desistência. Pitt deixou o projeto sete semanas antes do primeiro dia de filmagem, interrompendo a produção. Em fevereiro de 2004, a Warner Bros. ressuscitou o projeto com um orçamento de 35 milhões, e Hugh Jackman ficou com o papel principal. Em agosto do mesmo ano, a atriz Rachel Weisz preencheu a vaga deixada por Blanchett. The Fountain foi lançado em 22 de novembro de 2006, um dia antes do feriado americano de Ação de Graças; em última instância, arrecadou 15.978.422 de dólares em cinemas em todo o mundo, com avaliações críticas mistas.

### Avanço
Em 2007, Aronofsky contratou o escritor Scott Silver para ajudá-lo a desenvolver The Fighter e procurou Christian Bale para o papel principal; mas o diretor abandou o filme por causa de suas semelhanças com seu filme The Wrestler e trabalhou na refilmagem de RoboCop, do MGM; deixando o projeto posteriormente devido à incerteza sobre o futuro do estúdio por estar passando dificuldades financeiras. Quando perguntado sobre o filme, disse: "Eu acho que ainda estou preso. Não sei. Não ouvi falar de ninguém há um tempo". No meio de 2007, Aronofsky disse que tinha em mente um filme sobre a Arca de Noé.

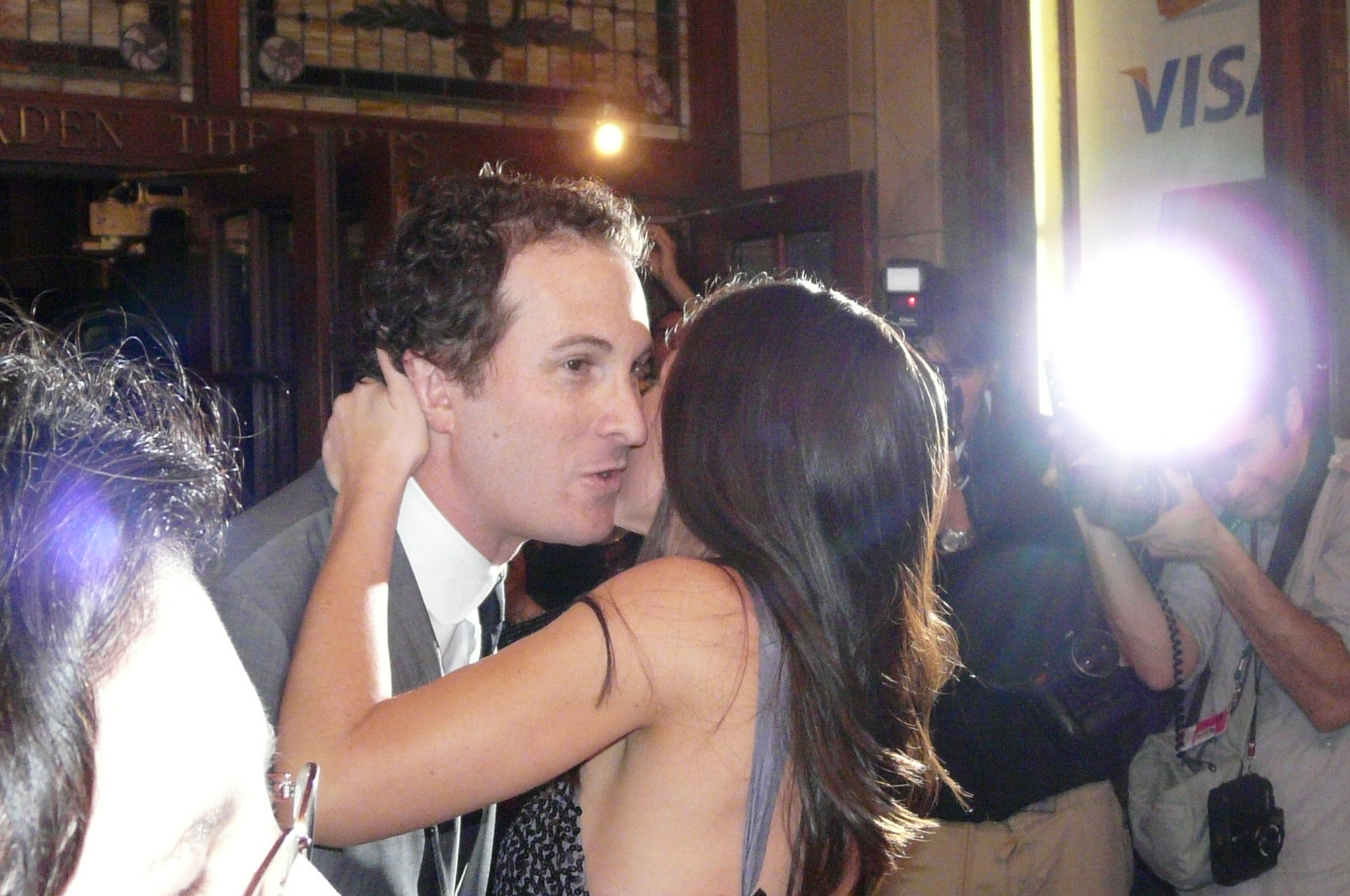
Aronofsky e Marisa Tomei na estreia de The Wrestler, em 7 de setembro de 2008.

O diretor teve a ideia de The Wrestler há mais de uma década, então contratou Robert D. Siegal para transformá-la num roteiro. Nicolas Cage entrou em negociações em outubro de 2007 para estrelar como Randy, o protagonista do filme, mas no mês seguinte deixou o projeto, então Mickey Rourke o substituiu. De acordo com Aronofsky, Cage foi excluído do filme porque Aronofsky queria Rourke como protagonista. O diretor declarou que Cage foi "um completo cavalheiro, e que ele entendeu que meu coração estava com Mickey e se afastou. Eu tenho muito respeito por Nic Cage como ator e acho que poderia realmente ter funcionado com ele, mas, você sabe, Nic deu muito apoio a Mickey e eles são velhos amigos e quis ajudá-lo com essa oportunidade, então ele se retirou da disputa." Cage respondeu: "Eu não fui citado 'excluído' do filme. Eu renunciei porque não pensei ter tempo suficiente para conseguir o olhar de um lutador que estava com esteroides, o que eu nunca faria". As filmagens começaram em janeiro de 2008 e duraram aproximadamente 40 dias.
The Wrestler estreou no 65º Festival Internacional de Cinema de Veneza, no qual ganhou o Leão de Ouro, o galardão máximo concedido pelo júri do festival de cinema mais antigo do mundo. O filme recebeu grandes elogios da crítica, e ambos, Rourke e sua co-estrela, Marisa Tomei, receberam indicações ao Oscar, Globo de Ouro, Screen Actors Guild e BAFTA por suas performances. Rourke ganhou um Globo de Ouro, assim como Bruce Springsteen ganhou na categoria melhor canção original. The Wrestler arrecadou 44.674.354 de dólares em todo o mundo com um orçamento apenas de 6 milhões, tornando-se o filme mais lucrativo de Aronofsky até então.

### Sucesso comercial e crítico
Seu próximo filme foi Black Swan, um terror psicológico sobre uma bailarina de Nova Iorque que tenta alcançar a perfeição artística, estrelado por Natalie Portman, Mila Kunis, Vincent Cassel, Barbara Hershey e Winona Ryder. O conceito do filme surgiu quando Aronofsky leu um roteiro chamado The Understudy, ambientado numa companhia de teatro de Nova Iorque e explorava a noção de ser assombrado por um sósia. Ele tinha em mente o enredo desde 2001, o qual apresentou a Portman e ela interessou-se. Após quase dez anos em desenvolvimento, a produção começou em dezembro de 2009 e terminou em março de 2010, durando quarenta e dois dias.

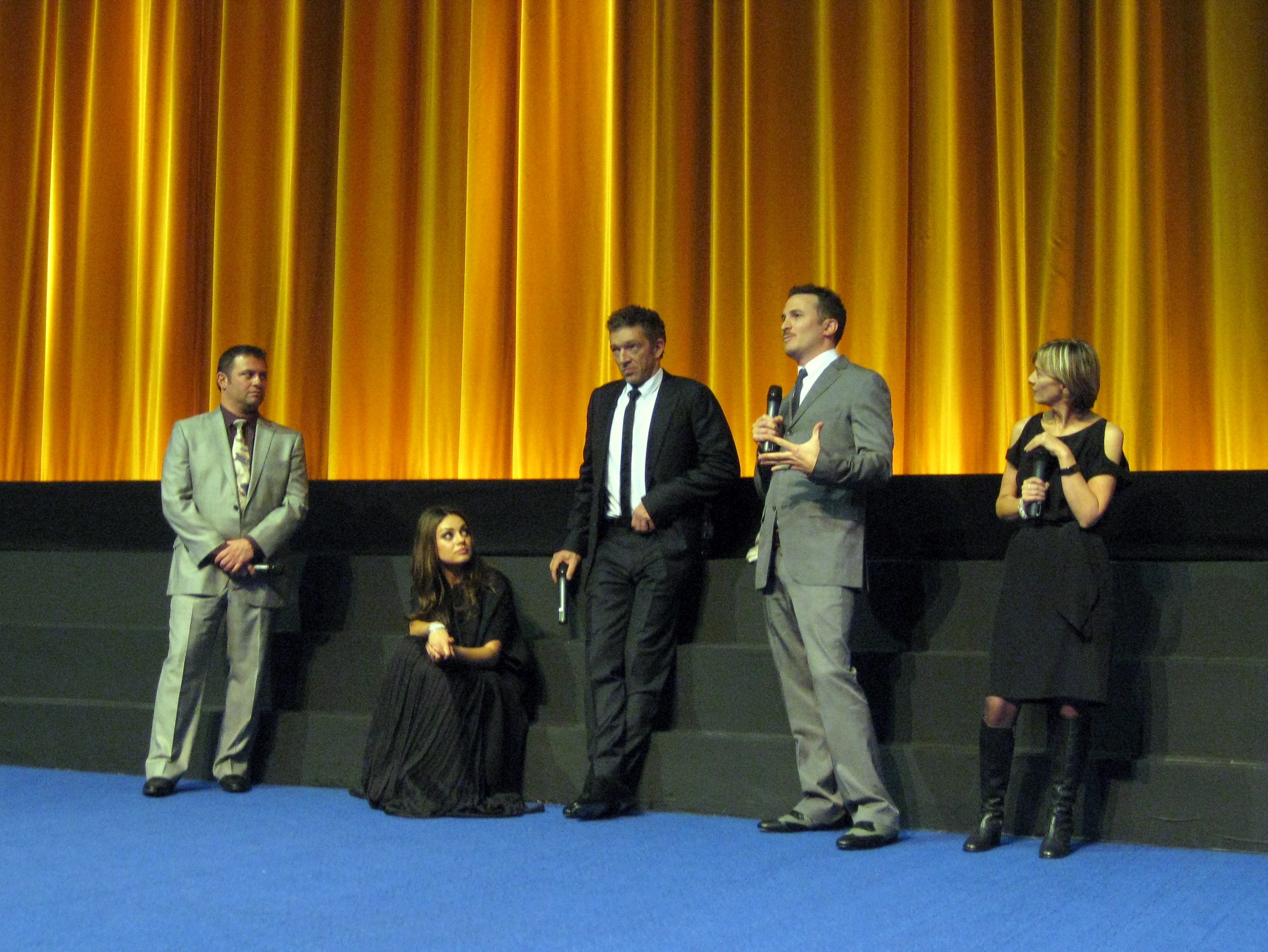
Aronofsky (o segundo da direita) com parte do elenco e equipe de Black Swan discutindo sobre o filme no Festival de Cinema de Londres, em 2010.

Black Swan teve sua estreia mundial na Europa, como o filme de abertura no 67º Festival Internacional de Cinema de Veneza em 1 de setembro de 2010, tornando-se o terceiro filme consecutivo Aronofsky a ser exibido na cerimônia, contando com a presença do diretor e elenco principal, recebendo elogios críticos particularmente para o desempenho de Portman e a direção, com Manohla Dargis, do The New York Times, descrevendo Aronofsky como um cineasta "bem-sofisticado". Durante sua apresentação, a obra recebeu uma retumbante ovação de pé para o diretor e os atores Natalie Portman e Vincent Cassel. A Variety chamou-o de "Perverso, sensual e, finalmente, devastador" e disse que foi "um dos maiores filmes de abertura em Veneza nos últimos tempos". O filme recebeu altos elogios críticos e foi frequentemente considerado como um dos melhores filmes de 2010 pelos críticos cinematográficos e pela imprensa norte-americana e internacional. Recebeu 257 indicações e 92 vitórias a diversos prêmios, incluindo um recorde de 12 indicações ao Broadcast Film Critics Association, quatro nomeações ao Independent Spirit Awards e aos Prêmios Globo de Ouro, três nomeações ao SAG e muitos outros. Aronofsky recebeu uma indicação ao Globo de Ouro para Melhor Diretor. O filme quebrou recordes na bilheteria para um lançamento limitado e arrecadou inesperados 329.398.046 milhões de dólares contra um orçamento de apenas 13 milhões. Em 25 de janeiro de 2011, a obra recebeu cinco indicações ao Oscar 2011 nas categorias de Melhor Filme, Melhor Diretor, Melhor Fotografia, Melhor Montagem e Melhor Atriz (Portman), vencendo esta última. O filme recebeu o prêmio PRISM da Agência de Serviços em Abuso de Substâncias e Saúde Mental por sua descrição de problemas de sanidade mental. Aronofsky foi produtor executivo de The Fighter, que também foi nomeado ao Oscar de Melhor Filme e ganhou Melhor Ator Coadjuvante (Christian Bale) e Melhor Atriz Coadjuvante (Melissa Leo).
Aronofsky foi cotado para dirigir o filme The Wolverine, que estava programado para começar a produção em março de 2011, mas ele deixou o projeto devido a problemas de agendamento, dizendo que as filmagens o deixariam muito tempo afastado de sua família. "Quando conversei mais sobre o filme com meus colaboradores na Fox, ficou claro que a produção de The Wolverine me deixaria fora do país por quase um ano. Eu não estava confortável em ficar longe da minha família por esse período de tempo. Estou triste por não poder concluir o projeto, pois é um roteiro incrível e eu estava muito ansioso para trabalhar com meu amigo, Hugh Jackman, novamente", afirmou. O filme foi definido como o sexto da franquia X-Men, com o enredo girando em torno das aventuras de Wolverine no Japão. Em dezembro de 2011, Aronofsky dirigiu o vídeo musical "The View", do cantor Lou Reed com a banda Metallica, fazendo parte do álbum Lulu.
Em 2011, o diretor tentou iniciar a produção de Noah, uma narração da história bíblica da Arca de Noé, com um orçamento esperado de 115 milhões de dólares. No ano seguinte, o filme garantiu um financiamento e distribuição da New Regency e Paramount Pictures, com Russell Crowe contratado pelo papel principal. Noah foi adaptado para um romance gráfico escrito por Aronofsky e Ari Handel, publicado em francês em outubro de 2011 pela editora belga Le Lombard. Em julho de 2012, a equipe de produção estava construindo uma arca na Oyster Bay, Long Island, Nova Iorque. Aronofsky anunciou o início das filmagens do filme no Twitter no mesmo mês, tweetando gravações da filmagem na Islândia. O filme também contou com Emma Watson, Anthony Hopkins, Logan Lerman e Jennifer Connelly, esta última atuara em Requiem for a Dream. Durante o fim de semana de abertura, Noah manteve a maior abertura de uma não-sequência na Rússia e no Brasil e a quarta maior abertura de todos os tempos. Aronofsky não usou animais vivos para o filme, dizendo em um vídeo PETA que "realmente não há mais razões para fazê-lo porque a tecnologia chegou". A Sociedade Humana dos Estados Unidos (HSUS) deu-lhe o prêmio inaugural Humane Filmmaker em reconhecimento ao uso de animais gerados por computador.

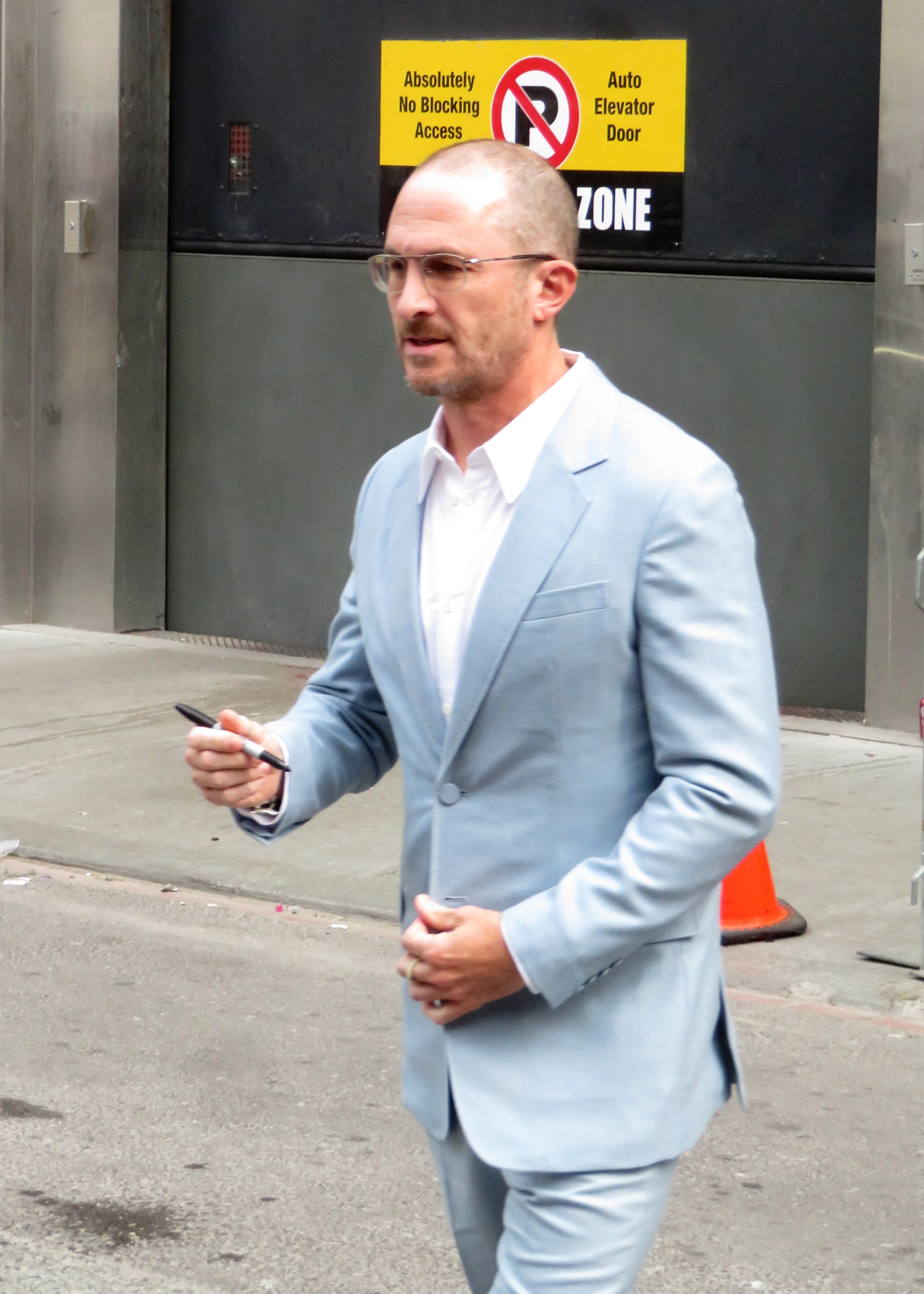
Aronofsky na estreia de The Whale em 2022

Aronofsky foi contratado para dirigir o episódio piloto da série da HBO Hobgoblin, um drama sobre um conjunto de magos que se unem para enfrentar Adolf Hitler durante a Segunda Guerra Mundial. Ele estava preparado para trabalhar nesse projeto com o vencedor do premio Pulitzer Michael Chabon e sua esposa, Ayelet Waldman. Em junho de 2013, foi anunciado que a HBO e o diretor haviam abandonado a série. Também foi anunciado que o diretor produzirá um filme de terror intitulado XOXO, escrito por Mark Heyman, de Cisne Negro, e George Nolfi, de The Adjustment Bureau, vai dirigi-lo; mas, até novembro de 2017, nada mostrou-se em andamento.
O filme Mother! foi lançado pela Paramount Pictures em 15 de setembro de 2017 nos Estados Unidos e 21 do mesmo mês em Portugal e no Brasil, para qual ele viajou no dia 19 para fazer a divulgação. Estrelado por Jennifer Lawrence, Javier Bardem, Michelle Pfeiffer, Domhnall Gleeson, Ed Harris e Kristen Wiig, Mother! recebeu avaliações positivas dos críticos em geral, que elogiaram a direção de Aronofsky e as performances, particularmente de Lawrence e Pfeiffer, mas não agradou parte do público. No agregador Rotten Tomatoes, a obra possui uma aprovação de 67%, com base em 263 avaliações e uma nota média de 6.7/10. Embora a recepção positiva, suas alegorias bíblicas e a representação da violência provocaram algumas controvérsias, com Kyle Smith, da revista National Review, chamando-o de "uma versão bíblica de porno de tortura". Rex Reed, dando ao filme 0 estrelas para o The Observer, escreveu que, apesar de uma boa cinematografia, "Nada em Mother! faz um pingo de sentido quando a visão torrencial louca de Darren Aronofsky se torna mais hilária do que assustadora. Muita porcaria para entupir o dreno, hesito em rotular de o 'Pior filme do ano', quando 'Pior filme do século' se encaixa ainda melhor". Reed rejeitou as críticas positivas de outros críticos sobre como o filme é "igualmente pretensioso" e até mais louco do que o filme em si [...] "Todos insistem que Mother! é uma metáfora para algo, embora não tenham certeza do que é".
Em janeiro de 2021, seu próximo filme foi anunciado sob o título de The Whale, escrito por Samuel D. Hunter, baseado em sua peça de mesmo nome. Estrelado por Brendan Fraser, The Whale teve sua estreia mundial no 79.º Festival Internacional de Cinema de Veneza em 4 de setembro de 2022, onde recebeu uma ovação de pé de seis minutos. A atuação de Fraser foi muito elogiada e lhe rendeu o Oscar de Melhor Ator. Em 2023, Aronofsky dirigiu o longa Postcard from Earth, que foi produzido e filmado exclusivamente para a Sphere no Vale de Las Vegas em tela de resolução 16K.
Em 2024, foi anunciado que Aronofsky irá dirigir o thriller policial ambientado na década de 1990, Caught Stealing, estrelado por Austin Butler. O filme está previsto para ser lançado nos cinemas em 29 de agosto de 2025.

## Estilo de direção

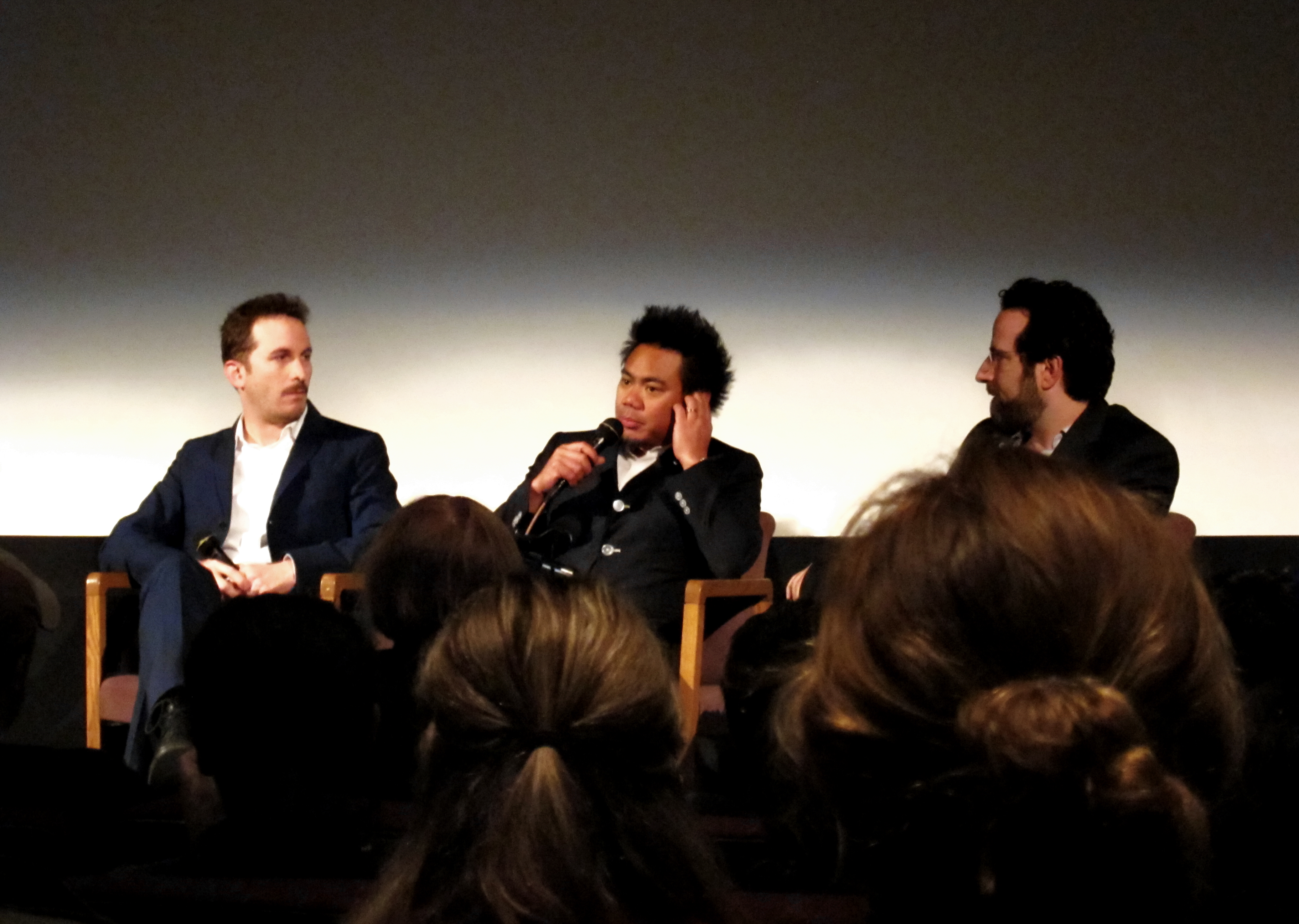
Aronofsky (à esquerda) com Matthew Libatique e Andrew Weisblum, seus colaboradores frequentes

Os dois primeiros filmes de Aronofsky, Pi e Requiem for a Dream, foram de baixo custo e utilizam montagens de planos extremamente curtos, também conhecido como montagem de hip hop. Na média, um filme de cem minutos possui entre seiscentos e setecentos cortes; Requiem apresenta mais de dois mil. Outros recursos usados são a divisão de tela juntamente com close-ups extremamente curtos e a anáfora cinematográfica, que consiste na repetição de cenas para dar ênfase. Cenas longas (incluindo àquelas com um aparelho que amarra uma câmera a um ator, chamado SnorriCam) e fotografia time-lapse também são dispositivos estilísticos proeminentes.
Com The Fountain, o diretor limitou o uso de imagens geradas por computador. Henrik Fett, supervisor de efeitos visuais da Look Effects, disse: "Darren foi bem claro sobre o que ele queria e sua intenção de minimizar o uso de computação gráfica ... [e] acho que os resultados foram excelentes". Ele usou uma direção mais sutil em The Wrestler e Black Swan, nos quais um estilo de direção menos visceral mostra as atuações e as narrativas. Aronofsky filmou ambos os trabalhos com paleta suave e estilo granulado; parte desse estilo consistente envolve colaborações com parceiros frequentes, o diretor de fotografia Matthew Libatique, o editor Andrew Weisblum e o compositor Clint Mansell. A música de Mansell é um elemento frequentemente importante para os filmes.

### Temas e influências
Pi apresenta várias referências à matemática e teorias matemáticas. Em uma entrevista de 1998, Aronofsky reconheceu várias influências para o filme:
"Eu sou um grande fã de [Akira] Kurosawa e [Federico] Fellini. Neste filme, em particular, acho que há muita influência de Roman Polanski e de Terry Gilliam, bem como um diretor japonês chamado Shinya Tsukamoto—ele dirigiu Tetsuo".
O estilo visual de Pi (e até mesmo de Requiem for a Dream) apresenta inúmeras semelhanças com Tetsuo: The Iron Man. A maioria dos críticos descreveu Requiem for a Dream como "filme de drogas", juntamente com filmes como The Basketball Diaries, Trainspotting, Spun, and Fear e Loathing in Las Vegas. Mas, Aronofsky colocou-o em um contexto mais amplo, dizendo:
Requiem for a Dream não é sobre heroína ou sobre drogas ... A história de Harry-Tyrone-Marion é uma história de heroína muito tradicional. Mas, colocando-a lado a lado com a história de Sara, nós repentinamente dizemos, 'Oh, meu Deus, o que é uma droga?'. A ideia de que o mesmo monólogo interno passa pela cabeça de uma pessoa quando está tentando parar de tomar drogas, como acontece com os cigarros, como quando eles estão tentando não comer comida para que eles possam perder 20 quilos, foi realmente fascinante para mim. Eu pensei que era uma ideia que nós não tínhamos visto no cinema e eu quis trazê-la adiante.
O enredo de The Fountain foi desenvolvido por Aronofsky e seu amigo Ari Handel; mas o roteiro foi escrito apenas pelo diretor. Em 1999, ele afirmou que Matrix redefiniu o gênero ficção científica no cinema, então procurou fazer um filme do mesmo gênero que explorasse um novo território, assim como Matrix e seus predecessores Star Wars e 2001: A Space Odyssey. O diretor queria ir além dos filmes de ficção científica com enredos movidos pela tecnologia e pela ciência. Numa entrevista no Festival Internacional de Cinema de Toronto, realizada por James Rocchi, Aronofsky creditou a canção "The Clown" (1957), de Charles Mingus, como uma grande influência em The Wrestler. "É uma peça instrumental, com um poema lido sobre a música em relação a um palhaço que acidentalmente descobre a sede de sangue do público e, eventualmente, se mata em seu desempenho".
O diretor considerou Black Swan como um complemento para The Wrestler, com ambos os filmes envolvendo performances exigentes para diferentes tipos de arte. Ele planejava inserir na trama um romance entre o um lutador de boxe e uma bailarina, mas percebeu que dois mundos tão diferentes não iria dar certo num mesmo filme. Posteriormente, contou a história em dois filmes separados, pois era "demais para um filme" e comparou-os: "Alguns consideram a luta como uma arte menor—se é que a chamam de arte, enquanto balé é amplamente considerado como uma arte maior. Mas o incrível para mim foram as semelhanças das performances nestes dois mundos, onde [em] ambos [os personagens] fazem uso incrível de seus corpos para expressarem-se." Sobre a natureza do suspense psicológico do filme, a atriz Natalie Portman comparou o tom da obra ao filme Rosemary's Baby (1968), de Roman Polanski, enquanto o diretor disse que Repulsion (1965) e The Tenant (1976), ambos também de Polanski, foram "grandes influências". O ator Vincent Cassel também comparou Black Swan aos primeiros trabalhos de Polanski, Alejandro Jodorowsky e também com os de David Cronenberg.

## Controvérsias
Vários aspectos de seus filmes têm sido controversos, mais notavelmente Requiem for a Dream, The Wrestler, Black Swan e Noah. Após o lançamento de Requiem for a Dream em 2000, o filme sofreu polêmica nos Estados Unidos, sendo classificado como NC-17 pela Motion Picture Association of America (MPAA) devido a uma cena de sexo explicito, mas Aronofsky pediu a mudança da classificação, alegando que cortar qualquer parte do filme iria reduzir sua mensagem. Como o pedido foi negado, a Artisan decidiu então lançá-lo sem classificação. The Wrestler foi criticado como um filme "anti-iraniano" em vários jornais e sites do Irã, em resposta à cena em que Mickey Rourke quebra violentamente um mastro com uma bandeira do Irã em seu joelho. Borna News, um jornal estatal iraniano, também criticou o personagem heel (vilão), "O Aiatolá", que é retratado como um vilão usando trajes árabes, como Keffiyeh e Bisht, criando um amálgama proposital dos iranianos e árabes perante o público. No ringue de lutas, ele usa um leotardo acanhado, nos padrões de uma bandeira do Irã com o personagem Álef, representando a primeira letra da palavra Aiatolá. Alguns jornais iranianos evitaram mencionar o personagem, presumivelmente para evitar ofender as leis cléricas do Irã. Em março de 2009, Javad Shamaqdari, conselheiro cultural do presidente Mahmoud Ahmadinejad, exigiu um pedido de desculpas de uma comitiva de atores e produtores da Academia de Artes e Ciências Cinematográficas, que visitava o Irã, pelo que ele considerou como um retrato negativo e injusto da República islâmica em The Wrestler e em outros filmes de Hollywood.
Levantou-se uma controvérsia a respeito de quem tinha projetado os 40 trajes de balé usados por Portman e pelos bailarinos em Black Swan. A mídia deu cobertura substancial à controvérsia da dublê de dança. Enquanto o crédito das danças no filme estava sendo dado a Portman e a "dublê de dança", Sarah Lane, solista do American Ballet Theatre, Lane afirmou ter dançado mais do que foi creditada, porém o cineasta e a Fox Searchlight contestaram a afirmação, declarando: "Tivemos a sorte de ter Sarah no set para fazer as sequências de dança mais complicadas e não temos nada além de elogios pelo trabalho duro que ela fez. No entanto, a própria Natalie fez a maioria das danças".
Aronofsky afirmou em uma entrevista com a Entertainment Weekly:
"Pedi para o meu editor contar as imagens. Há 139 cenas de dança no filme. Natalie Portman está em 111 sem nenhum retoque. Vinte e oito são feitas pela sua dublê Sarah Lane. As imagens com a dublê foram abertas e raramente duraram mais de um segundo. Há duas longas e complicadas sequências em que usamos sobreposição de rostos. Ainda assim, se estivéssemos julgando pelo tempo, mais de 90% é Portman. E para ficar claro, Natalie dançava em pointe em sapatilhas. Se você observar a cena do prólogo de abertura, que dura 85 segundos, foi dançada completamente por Natalie, ela sai da cena na ponta dos pés. Isso é completamente sem montagem digital. Estou respondendo a isto para descansar e defender minha atriz. Natalie suou muito e duro para entregar um grande desempenho físico e emocional. E eu não quero que ninguém pense que não é ela que eles estão assistindo. É isso."
Enquanto os outros filmes de Aronofsky provocaram uma resposta emocional significativa, eles ainda estavam longe da instabilidade provocada por Noah, que foi exibido pela primeira vez em 28 de março de 2014 e, apesar da classificação PG-13, foi rapidamente reconhecido pelo Box Office Mojo como um dos filmes mais controversos dos últimos 35 anos, juntamente com The Passion of the Christ ou The Da Vinci Code.
Apesar do fato de que a equipe de produção tinha assegurado várias vezes que ele não era um filme bíblico, mas uma livre adaptação do texto original, muitos cristãos, em sua maioria protestante, mas também católicos e muçulmanos, ficaram indignados com o seu lançamento; principalmente pelo estilo semelhante à fantasia heroica, e pelos temas controversos, como o dos anjos caídos, utilizando a versão do livro apócrifo de Enoque. O rabino Shmuley Boteach, um judeu ortodoxo, aclamou-o como "um filme valioso, especialmente para os nossos tempos". Já Ken Ham e Ray Comfort, ambos pertencentes ao grupo Criacionismo da Terra Jovem, criticaram-no. Ray criou o seu próprio documentário, Noé e o Último Dias, como uma resposta a produção. Aronofsky irritou muitos na comunidade religiosa ao afirmar que, a sua versão de "Noé" era um "filme bíblico menos bíblico de todos os tempos". Apesar de algumas referências ao "Criador", alguns não gostaram do filme porque Deus não é mencionado pelo nome. Jerry Johnson, presidente da National Religious Broadcasters, não gostou de descrição de Noé como o "primeiro ambientalista", chamando a "inserção da agenda ambiental extremista" do filme de "uma grande preocupação".
O filme foi proibido em Barém, Catar, Arábia Saudita, Emirados Árabes Unidos, Malásia e na Indonésia antes de seu lançamento, pois é visto pelos governos desses países contrário aos ensinamentos do Islã. Um representante da Paramount Pictures confirmou a notícia, dizendo "Os censores do Catar, Barém e Emirados Árabes Unidos confirmaram oficialmente esta semana que o filme não será lançado em seus “países”. A produção também foi reprovada pela Universidade de al-Azhar, no Egito, uma vez que viola a lei islâmica e poderia "provocar sentimentos negativos dos crentes." Mohammad Zareef, do Conselho Central de Censores de Filmes do Paquistão, disse que o Conselho tende a afastar-se de filmes com temas religiosos, acrescentando: "Não o vimos ainda, mas não acho que ele pode ser exibido nos cinemas do Paquistão. No entanto, o lançamento do DVD estará disponível no país.

## Vida pessoal

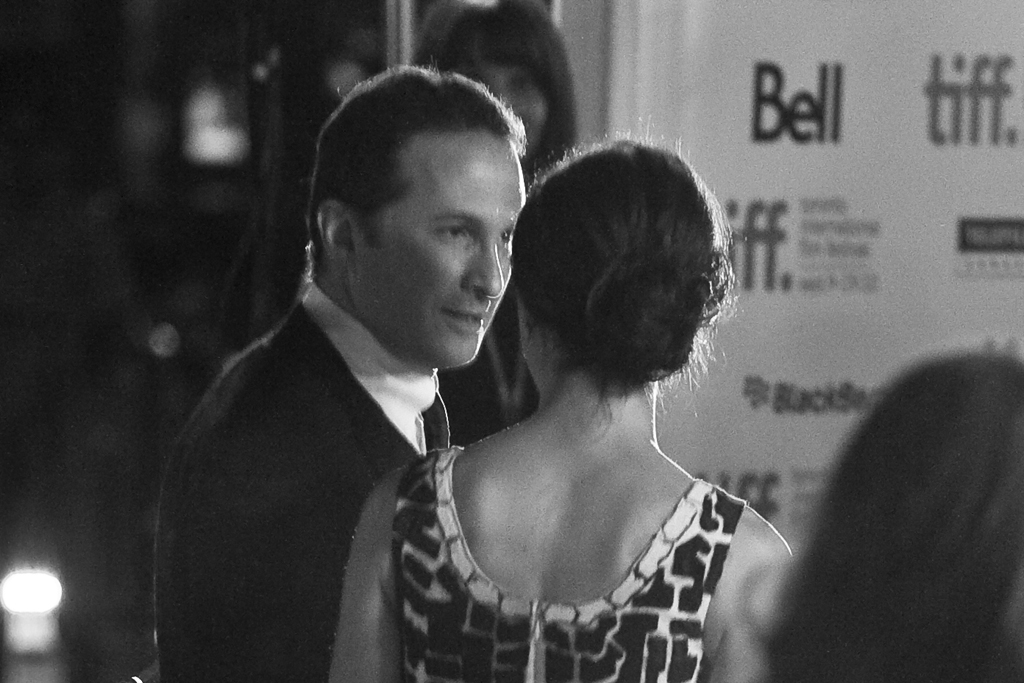
Aronofsky e Weisz em 2010

Aronofsky começou a namorar a atriz britânica Rachel Weisz no verão de 2001, e em 2005 eles ficaram noivos. Seu filho, Henry Chance Aronofsky, nasceu em 31 de maio de 2006, na cidade de Nova Iorque. O casal residia no East Village, em Manhattan. Em novembro de 2010, ambos anunciaram que estavam separados por meses, mas que continuaram amigos íntimos e estavam empenhados em criarem o filho na cidade. Em 2012, ele namorou a produtora canadense Brandi-Ann Milbradt. Em setembro de 2016, o cineasta iniciou um relacionamento com Jennifer Lawrence, a quem conheceu durante as filmagens de Mother!. Após um ano e dois meses, o casal anunciou o fim do namoro e afirmou que foi um término tranquilo e que eles continuam amigos.
Ele escreve seus filmes em uma mesa customizada, elaborada com nogueira Bastogne, uma madeira extremamente valiosa. Dentro da mesa tem um órgão de tubo de madeira, que toca com a abertura de suas gavetas. David Blaine comentou: "A mesa é uma coisa muito legal que é muito parecida com o próprio Darren—sempre há uma novidade". Foi relatado que o diretor ganhou cinquenta mil dólares para dirigir o filme Requiem for a Dream, e seu patrimônio líquido atualmente é 25 milhões de dólares.
Aronofsky apoia Hillary Clinton. Como parte da campanha a favor de Clinton, o diretor foi à Universidade Duke, durante a eleição presidencial nos Estados Unidos em 2016, oferecer aos alunos a chance de uma FaceTime com sua namorada Jennifer Lawrence e em troca eles votariam a favor da política. Após isso, outras celebridades como Mark Ruffalo, Julianne Moore, Edgar Wright, Chris Evans, entre muitos, fizeram publicações em apoio de Clinton no twitter ou nas ruas.

### Religião
Apesar de ter sido criado culturalmente como judeu, em uma entrevista de 2014, Aronofsky disse não ser religioso e declarou: "Eu acho que estou sempre mudando [espiritualmente]. Minha maior expressão do que eu acredito está no [meu filme] The Fountain. É difícil para mim colocar em palavras, descrever; por isso que fiz um filme sobre isso. Tentei fazê-lo em som e imagem. Se as pessoas quiserem entender o que estou pensando e fazendo, basta capturar as ideias do filme".

### Ativismo ambiental
Aronofsky é conhecido por seu ativismo ambiental. Em 2014, ele viajou para as Areias betuminosas do Athabasca com o Michael Brune e o Leonardo DiCaprio, ambos da Sierra Club. Em 2015, viajou para o Refúgio Nacional da Vida Selvagem Ártica, localizado no Alasca, com Brune, Keri Russell e líderes de vários grupos de veteranos. Como reconhecimento por suas atividades, recebeu o Prêmio Humanitário da Sociedade Humana dos Estados Unidos e da PETA.
O diretor afirmou que usou o filme Noah para passar uma forte mensagem ambiental e estimular mais pessoas de fé a lutar contra as mudanças climáticas. "Em Noah, esperava capturar a beleza da criação e dramatizar a decisão dramática de Deus para destruí-la por causa do pecado humano. Noé está salvando os animais. Ele não está procurando bebês (humanos) inocentes. Trata-se de salvar os animais. Pessoas de fé e ambientalistas devem [unir-sem e lutarem por uma] causa comum. Juntar esses dois grupos seria uma ajuda incrível para o movimento ambiental", disse. Sally Steenland, diretora de uma iniciativa política do Centro para o Progresso Americano (CAP), declarou: "Nós sabemos que as mudanças climáticas são reais. A ciência é clara. As advertências são muitas. Filmes como Noah ajudam-nos grandemente de maneira que gráficos e números científicos não".
Em 2015, ele colaborou com o artista francês JR na "The Standing March", uma instalação de arte pública em Paris incentivando os diplomatas da COP21 a tomarem providências contra as mudanças climáticas. Atualmente é membro do conselho das organizações Sierra Club Foundation e da The School of Field Studies.

## Filmografia
Aronofsky iniciou sua carreira cinematográfica com o filme Pi (1998), pelo qual recebeu duas indicações ao Independent Spirit Awards nas categorias de Melhor Primeiro Filme e Melhor Primeiro Roteiro, vencendo esta última, e ganhou Melhor Diretor no Festival Sundance de Cinema. Seu próximo trabalho foi Requiem for a Dream (2000), no qual foi nomeado a sete diferentes prêmios, ganhando cinco destes, e Ellen Burstyn foi nomeada ao Oscar de Melhor Atriz. O filme entrou em diversas publicações dos melhores filmes do ano, da década e outras. A BBC o colocou no 100.º lugar dos 100 Melhores Filmes do Século XXI, assim como as revistas Empire e Time Out classificaram-no como um dos "Melhores Filmes de Todos os Tempos", ficando na 238.ª e na 58.ª, respectivamente. Em 2006, lançou o filme The Fountain, que foi recebido com críticas mistas, mas ganhou um grande culto de seguidores desde o seu lançamento. Seu primeiro grande sucesso comercial veio com The Wrestler, que arrecadou 44.703.995 de dólares contra o custo de apenas 6 milhões. A obra marcou 98% de aprovação no Rotten Tomatoes e foi indicada, entre outros, ao Oscar de Melhor Ator, para Mickey Rourke, e Melhor Atriz Coadjuvante, para Marisa Tomei.
Em 2010, lançou o filme independente Black Swan, que foi considerado um arrasa-quarteirão (blockbuster) pelo enorme sucesso comercial, fechando a bilheteria mundial com mais de 329 milhões de dólares contra o orçamento de 13 milhões. Assim como Requiem for a Dream, entrou em diversas listas do Melhores do Ano ou da Década. Aronofsky recebeu inúmeros elogios e diversos prêmios e indicações, incluindo ao Oscar de Melhor Diretor, Washington D.C. Area Film Critics Association e Critics' Choice Awards. Seu próximo filme, Noah, também tornou-se um sucesso, apesar de ter sofrido controvérsias. Mother! foi sua próxima obra, que estreou no Brasil e em Portugal no dia 21 de setembro de 2017. Seus trabalhos apenas como produtor e/ou roteirista foram em: Below (2002), The Fighter (2010), Zipper (2015), Jackie (2016), Aftermath (2017) e White Boy Rick (2018).

### Trabalhos

#### Longas-metragens
| Ano  | Filme               | Diretor | Produtor | Escritor | Outros | Observações                     |
| ---- | ------------------- | ------- | -------- | -------- | ------ | ------------------------------- |
| 1998 | Pi                  | Sim     | Sim      | Sim      | Sim    | Assistente                      |
| 2000 | Requiem for a Dream | Sim     |          | Sim      | Sim    | Visitante (cameo não creditado) |
| 2002 | Below               |         | Sim      | Sim      |        |                                 |
| 2006 | The Fountain        | Sim     |          | Sim      |        |                                 |
| 2008 | The Wrestler        | Sim     | Sim      |          |        |                                 |
| 2010 | Black Swan          | Sim     |          |          |        |                                 |
| 2010 | The Fighter         |         | Sim      |          |        | Produtor executivo              |
| 2014 | Noah                | Sim     | Sim      | Sim      |        |                                 |
| 2015 | Zipper              |         | Sim      |          |        | Produtor executivo              |
| 2016 | Jackie              |         | Sim      |          |        |                                 |
| 2017 | Aftermath           |         | Sim      |          |        |                                 |
| 2017 | Mother!             | Sim     | Sim      | Sim      |        |                                 |
| 2022 | The Whale           | Sim     |          | Sim      |        |                                 |
| 2025 | Caught Stealing     | Sim     | Sim      |          |        |                                 |

#### Curtas-metragensnão lançadas
| Ano  | Filme             | Diretor | Produtor | Escritor |
| ---- | ----------------- | ------- | -------- | -------- |
| 1991 | Supermarket Sweep | Sim     |          | Sim      |
| 1991 | Fortune Cookie    | Sim     | Sim      |          |
| 1993 | Protozoa          | Sim     |          | Sim      |
| 1994 | No Time           | Sim     |          |          |

### Outros Créditos
| Ano  | Filme               | Roteirista | Produtor |
| ---- | ------------------- | ---------- | -------- |
| 2002 | Below               | Sim        | Sim      |
| 2016 | Jackie              |            | Sim      |
| 2017 | Aftermath           |            | Sim      |
| 2018 | White Boy Rick      |            | Sim      |
| 2020 | Some Kind of Heaven |            | Sim      |
| 2021 | Catch the Fair One  |            | Sim      |
| 2022 | The Territory       |            | Sim      |
| 2022 | The Good Nurse      |            | Sim      |

## Prêmiose indicações

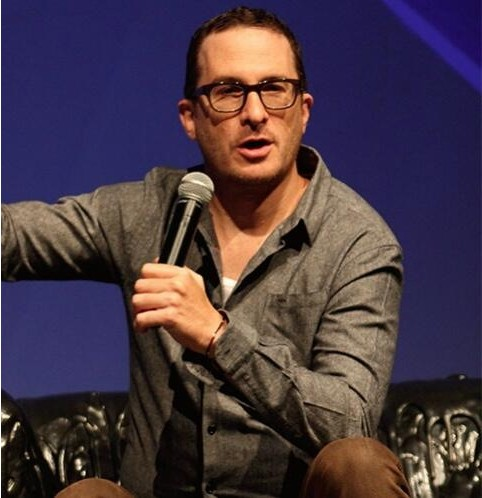
Aronofsky discursando durante o XVI Festival Internacional de Cinema de Guanajuato, onde recebeu a Cruz de Plata de Más Cine (Cruz de Prata) por suas realizações cinematográficas em 27 de julho de 2013.

Ao longo de sua carreira, Aronofsky já venceu e foi nomeado a diversos prêmios, notavelmente suas nomeações ao Oscar, Prêmios Globo de Ouro, BAFTA, Critics' Choice Awards, Satellite Awards, Saturn Award, César e Prêmios da Academia Japonesa para "Melhor Diretor". Ele foi nomeado ao Leão de Ouro no Festival Internacional de Cinema de Veneza por três filmes consecutivos nos anos de 2006, 2008 e 2010 e 2017, vencendo o de 2008. Aronofsky venceu o Independent Spirit Awards em 1999, 2009 e 2010, o Scream Awards de 2011, no Festival Sundance de Cinema de 1999, e o Young Hollywood Awards na categoria de "O Cineasta Jovem Mais Sensual".
Ele foi também nomeado ao Independent Spirit Awards por seis vezes, vencendo três e ao Gotham Awards por quatro vezes, vencendo duas. Nos prêmios de críticos de cinema, foi indicado ao Robert prisen e ao Grande Prêmio do Cinema Brasileiro de 2012, por Cisne Negro, ao London Film Critics' Circle em 2009 e 2011, Online Film Critics Society em 2001, 2009 e 2011, vencendo a primeira, Phoenix Film Critics Society Awards em 2001, Washington D.C. Area Film Critics Association em 2010 e Mostra Internacional de São Paulo em 2001. Venceu no San Diego Film Critics Society e San Francisco Film Critics Circle de 2010, Florida Film Critics Circle de 1999 e no Austin Film Critics Association de 2010. Até agosto de 2017, Aronofsky já havia sido nomeado a 78 prêmios diferentes, vencendo 35 destes.

### Reconhecimento
Aronofsky recebeu um amplo reconhecimento por seus trabalhos, principalmente pelo seu estilo de direção. Em 2001, o American Film Institute premiou-lhe com a Medalha de Melhor Ex-Aluno do instituto Franklin J. Schaffner, e Marcelo Forlani, do site Omelete, chamou-o de "um dos garotos prodígio de Hollywood" por seu feito em Requiem for a Dream. Em 1998 e 2000, recebeu o Prêmio de Reconhecimento Especial Pela Excelência no Cinema dado pelo National Board of Review. O júri do Festival Internacional de Cinema de Chicago concedeu-lhe o mérito de Visionário em Ascensão em 2006. Escrevendo para o The Independent, Tim Walker descreveu-o como o diretor mais ambicioso de Hollywood, assim como Zack Sharf e Bryn Gelbart, da IndieWire, escreveram o mesmo. A revista Complex o classificou na sexta posição dos 10 Melhores Diretores Americanos da Década de 2000.